# مدد غيبي (أدب)

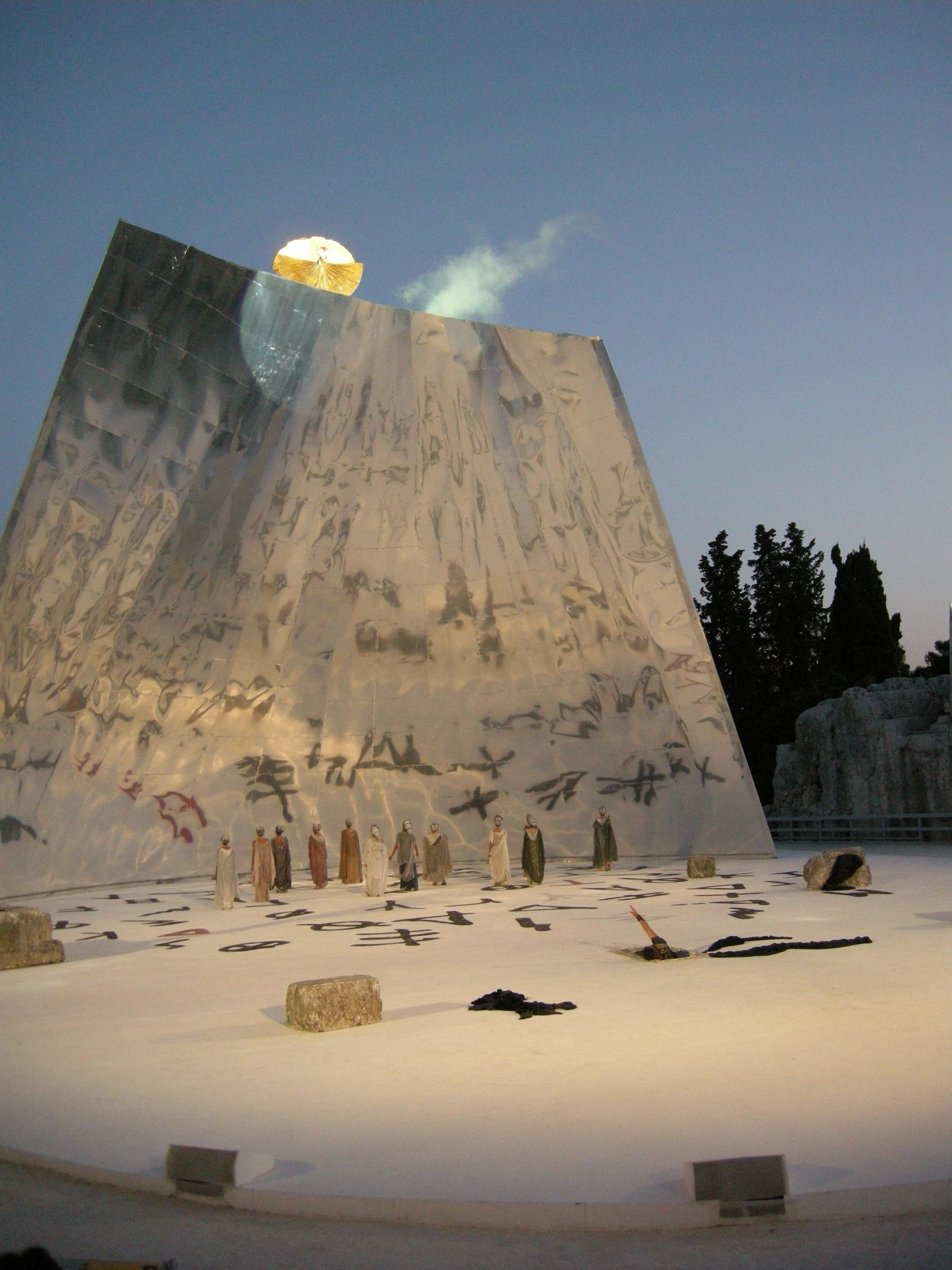

المدد اتصال شيء بشيء في استطالة، والغيبي ما نسب إلى الغيب وهو ما تستر عن العيون. والإمداد الغيبي في الاصطلاح الديني هو المعونة الإلهية التي يجازى بها الإنسان الذي أحسن النية وعمل صالحا؛ والتي تمد من طرق مختلفة، ربما تكون مجهولة له. ومنه المدد الغيبي في الاصطلاح الأدبي، فيجوز أن يطلق على ما يعبر عنه باللاتينية بـ"ديوس إكس ماكينا" — وهو ما يطرأ على سير القصة فتنقلب به أحوالها من ضراء إلى سراء.

## أصل التعبير

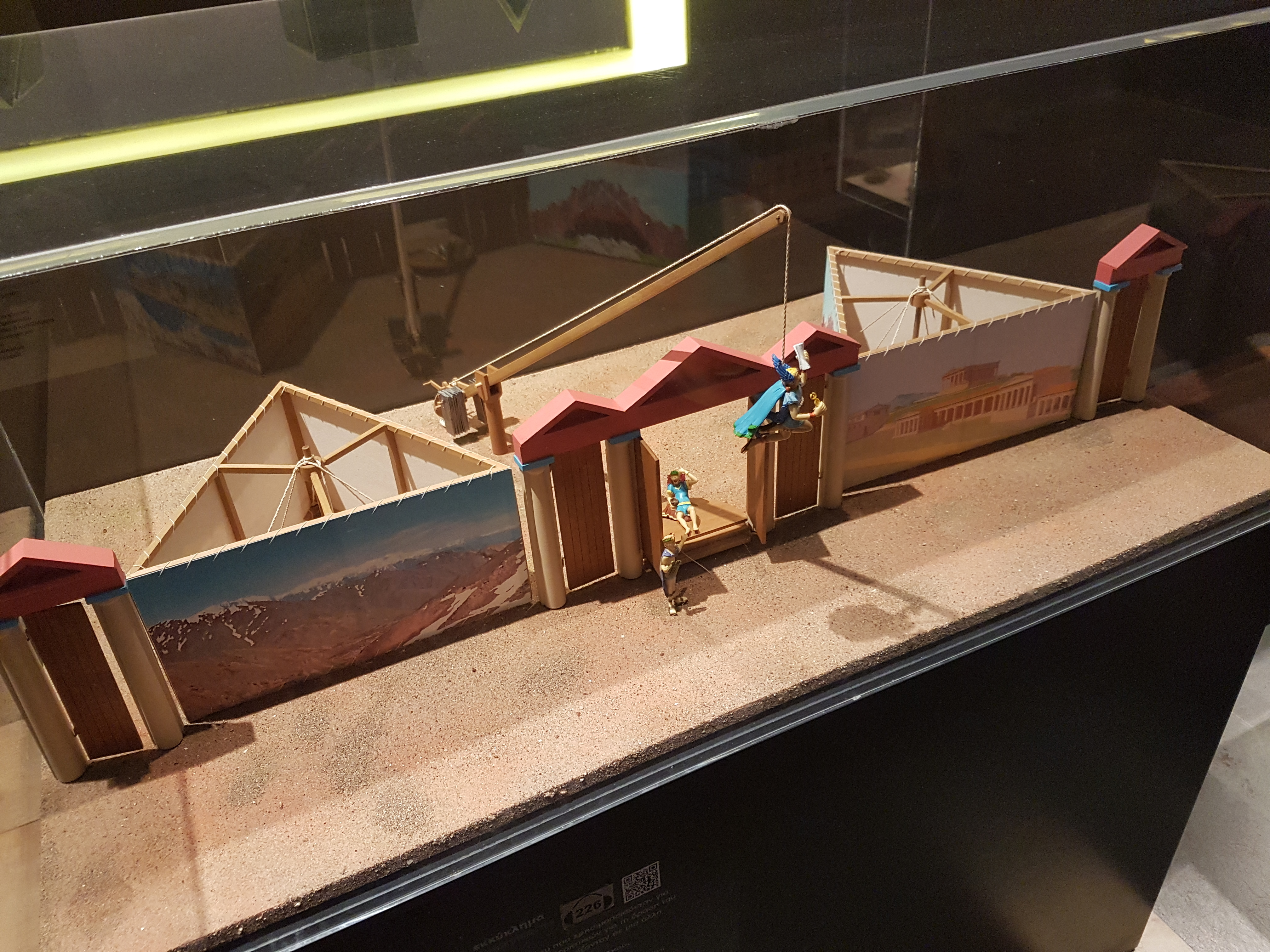
نموذج لآلة مسرح (القرن الخامس قبل الميلاد) متواجدة في المتحف الفني في سالونيك

(Deus ex machina): هي ترجمة لاتينية مستعارة من اليونانية ἀπὸ μηχανῆς θεός، وتعني «إله من الآلة». صيغَ المصطلح من كلاسيكيات المسرح اليوناني القديم، حيث أُحضِر الممثلون الذين كانوا يلعبون دور الآلهة إلى خشبة المسرح باستخدام آلة.  يمكن أن تكون إما رافعة تُستخدم  من الأعلى أو رافعة ترفعهم عبر درفة. قدم إسخيلوس الفكرة، وكانت تُستخدم في كثير من الأحيان لحل الصراع واختتام الدراما. يرتبط الأسلوب في الغالب بالتراجيديا اليونانية، على الرغم من ظهوره أيضًا في الكوميديا.

### أمثلة قديمة
استخدم إسخيلوس الآلة في مقطوعته الشعرية المُسمّاة يومينيديس، لكنه أصبح آلة مرحلةٍ حقيقيةٍ بفضل يوربيديس. أكثر من نصف تراجيديات يوربيديس البعيدة تستخدم المدد الغيبي في تكوينها، ويدعي بعض النقاد أن يوربيديس هو من اخترعه، لا إسخيلوس. ومن الأمثلة التي يُستشهد بها كثيرًا هي مسرحية ميديا ليوربيديس، إذ يُعتبر المدد الغيبي عربة يجرها التنين مرسلة من إله الشمس، وتُستخدم لنقل حفيدته ميديا بعيدًا عن زوجها جاسون إلى أمان أثينا. في مسرحية آلسيتيس، توافق البطلة على التخلي عن حياتها لإنقاذ حياة زوجها آدميتوس. في النهاية، يظهر هيراكليس وينقذ السيستيس من الموت، ويعيدها إلى الحياة وإلى آدميتوس.